# Elijjahu Gabbaj
Elijjahu Gabbaj (hebr.: אליהו גבאי, ang.: Eliahu Gabbay lub Eliyahu Gabai, ur. 5 stycznia 1943 w Bagdadzie) – izraelski wykładowca i polityk, w latach 1998–1999 oraz 2006–2009 poseł do Knesetu z listy Narodowej Partii Religijnej (Mafdal).

## Życiorys
Urodził się 5 stycznia 1943 w Bagdadzie. Do Izraela wyemigrował wraz z rodziną w 1951.
Służbę w Siłach Obronnych Izraela zakończył w stopniu kaprala. Następnie studiował na Uniwersytecie Bar-Ilana w Ramat Ganie. Zdobył bakalaureat z politologii oraz zarządzania w edukacji, następnie zdobył tytuł zawodowy Master of Arts z zakresu administracji publicznej. Pracował jako nauczyciel i wykładowca.
Był założycielem i przewodniczącym organizacji Hiba zajmującej się dziedzictwem Żydów sefardyjskich, należał do organizacji osadniczej Hapoel Hacijjoni.
Od 1993 do 1996 był członkiem rady miejskiej Jerozolimy. Zajmował się kwestiami turystyki i przemysłu
W latach 1996–1997 przewodniczył samorządowi lokalnemu w Lakiji. Startował bezskutecznie w wyborach parlamentarnych w 1996 nie dostał się do izraelskiego parlamentu z listy Narodowej Partii Religijnej. W 1997 został zastępcą burmistrza Jerozolimy odpowiedzialnym za transport publiczny i inżynierię miejską. 20 stycznia 1998, po śmierci Zewuluna Hammera, znalazł się w składzie czternastego Knesetu. Zasiadał w dwóch komisjach parlamentarnych – spraw gospodarczych oraz edukacji i kultury, a czasowo również w komisji finansów. W kolejnych wyborach nie zdobył mandatu
Do Knesetu powrócił po wyborach w 2006 startując ze wspólnej listy Unii Narodowej i Narodowej Partii Religijnej. W Knesecie siedemnastej kadencji był członkiem komisji budownictwa; spraw gospodarczych oraz dodatkowego nadzoru nad radiem i telewizją. Ponadto zasiadał w parlamentarnej komisji śledczej ds. opłat bankowych i czasowo zasiadał w komisji edukacji, kultury i sportu. W wyborach w 2009 utracił miejsce w parlamencie.
Był członkiem zarządu w kilku jerozolimskich urzędach – wodociągów i kanalizacji; rozwoju Jerozolimy oraz rozwoju biznesu. Posługuje się płynnie angielskim i arabskim.
Opublikował w języku hebrajskim książkę The Love of Poetry oraz liczne artykuły na tematy edukacyjne.